# ルース・ハンドラー
ルース・マリアンヌ・ハンドラー（Ruth Marianna Handler、旧姓 Mosko、1916年11月4日 - 2002年4月27日）は、アメリカ合衆国の実業家、発明家。マテル元社長。

## 概要
1959年に全世界で10億体以上を販売したバービー人形を発明した。最高時には18000人の従業員を抱え、年間3億ドルを売り上げた世界最大の玩具会社の創業者の妻にして社長である。公共サービスにおいて活発であり多くの賞を受けた。1974年にマテルからの退社を余儀なくされ、ルース・ハンドラーと他の4人は陰謀、郵便詐欺および米国証券取引委員会への虚偽報告に関して連邦法廷で有罪となった。

## 生い立ち
ハンドラーはルース・マリアンナ・モスコーとして、コロラド州デンバーのポーランド系ユダヤ人移民のアイダ・モスコー（Ida Mosko、旧姓Rubenstein）とジェイコブ・モスコー（Jacob Mosko）の間に生まれた。高校時代のボーイフレンドであるエリオット・ハンドラーと結婚し、ロサンゼルスに転居した。エリオットはLuciteとPlexiglasの新しい2種類のプラスチックで家具を作ることを決意した。ルース・ハンドラーは夫にこの事業を始めることを提案し、夫妻は家具製造業を開始した。ルース・ハンドラーは新事業の販売を担当し、ダグラス・エアクラフト社やその他の相手との契約にこぎつけた。

## マテル創業

### 発明的アイデア
夫のエリオット・ハンドラーと、彼のビジネスパートナーのハロルド・"Matt"・マトソンは額縁製造の小さな会社を起こし、2人の名前（"Matt" と "Elliot"）を組み合わせて "Mattel" と呼んでいた。後に製造工程ででるプラスチック屑を利用してドールハウス用の家具を作り始めた。この家具は額縁よりも利益率が高く、玩具製造に集中する決断が下された。新会社の最初のヒット商品はおもちゃのウクレレである "Uke-a-doodle" だった。

### バービー
ルース・ハンドラーはティーン前の娘のバーバラが大人になりきって紙人形で遊んでいたと主張した。ハンドラーは、そのような遊びの中では子供たちは現在よりも将来の出来事を演じることに気づいた。ハンドラーは紙の衣服がいかにうまく取り付けられないかなどの、紙人形の限界に留意した。大人の体形と布製の衣服のワードローブを持った三次元のプラスチック製「紙人形」の生産を望んだが、夫とマトソンは親たちがそのような色っぽい形の人形を子供たちに買い与えないだろうと考えた。ハンドラー一家がヨーロッパで休暇を過ごす中で、ルースは子供のおもちゃではなく、大人向けの製品として販売されていた西ドイツ製のビルト・リリをスイスの店舗で見かけ、買って帰った。リリはルースが他のマテルの幹部たちに売り込もうとしていたのと同じコンセプトを表していた。この人形は、当時の女の子が遊んでいた赤ちゃんのような人形とは異なるもので、ルースは触発された。それまでは10代や大人になるという基本的な考え方を理解できる女の子向けの人形が欠けていた。バービーは業界のこのギャップを直接埋めることを指向していた。
帰宅すると人形のデザインをやり直し、ハンドラーの娘のバーバラにちなんでバービーと名付けた。バービーは1959年3月9日にニューヨーク玩具フェアで発表されたが、すぐには成功しなかった。ディズニーが子供向けテレビ番組『ミッキーマウス・クラブ』を始めたときに、マテルはテレビCMに多額の投資を行った。バービー人形のテレビCMは効果を発揮し、バービーはマテルを急上昇させ、ハンドラーを有名で幸福に導いた。その後、ハンドラーの息子にちなんでケンと名付けたバービーのボーイフレンドや、その他の多くの「友人と家族」をバービーの世界に追加した。

## 後年
1970年にハンドラーは乳がんと診断された。この病気と闘うために当時しばしば使用された、修正版根治的乳房切除術を受けたが、良い人工乳房がなかなか見つからないので自分で作ることを決断した。ペイトン・マッシーとともに "Nearly Me" と呼ばれるよりリアルな女性の乳房を製造する Ruthton Corp. を設立した。ハンドラーは個人的に当時の大統領夫人ベティ・フォードのためにフィッティングを行った。
1974年、ハンドラーは不正な財務報告の作成に関する調査の後でマテル社長を辞任した。1978年、ハンドラーは欺瞞行為と証券取引委員会への虚偽報告で訴追された。彼女は告発を認めず、57,000ドルの罰金と、2,500時間の社会奉仕を課せられた。自分の病気が、自分のビジネスに「集中できない」ようにしたと非難した。
辞任後、ハンドラーは会社の実務に対しては干渉しないようになったが、新しいアイデアは生み出し続けた。1980年代にハンドラーが関与したプロジェクトの一つはバービーとロッカーズである。彼女は1987年の映画 Barbie and the Rockers: Out of this World の作者としてクレジットされている。ハンドラーは1997年にジュニア・アチーブメントの全米ビジネスの殿堂に入った。バービーは今日の若者の間でも、米国中の子供たちが人形のセットを愛しているので生き延びて輝いている。広告は依然として若い視聴者向けのチャンネルで流されており、バービーが与えた影響は計り知れない。
2002年4月27日に85歳で結腸癌手術の合併症でカリフォルニア州で死去した。夫のエリオットはその9年後に95歳で亡くなった。

## 社会的影響
バービーが発明され、ハンドラーが死去した後でも多くの人がその影響を感じている。バービー人形の路線は、若い女の子をターゲットにした他の注目すべき人形の路線に影響をあたえ、現在も人形が作られている。現在、バービー人形はバービー・ファッショニスタ・ラインを通じて、いくつかの体形、肌の色、髪形が提供されている。これによって人形はコレクターが所有する可能性のあるさまざまな体を反映することができる。影響力のため、人形の方向性はバービー・クラブ、テレビ番組、ゲームおよび多くのその他の形式のメディアに影響を与えた。ティーンエイジャーと、十代前のような人形を提供するというハンドラーのビジョンは非常に影響力があり、2021年でも適切である。

## 参考資料
- Forman-Brunell, Miriam. "Barbie in" LIFE": The Life of Barbie." Journal of the History of Childhood and Youth 2.3 (2009): 303-311. online
- Gerber, Robin. Barbie and Ruth: The Story of the World's Most Famous Doll and the Woman Who Created Her. Harper/Collins, 2008.
- Weissman, Kristin Noelle. Barbie: The Icon, the Image, the Ideal: An Analytical Interpretation of the Barbie Doll in Popular Culture (1999).
- Wepman, Dennis. "Handler, Ruth" American National Biography (2000) online